# Delta Ursae Majoris
Désignations
Delta Ursae Majoris (δ UMa / δ Ursae Majoris), également nommée Mégrez, est une étoile de la constellation de la Grande Ourse. Sa magnitude apparente est de 3,31, ce qui en fait la plus faible des sept étoiles du Chariot. D'après la mesure de sa parallaxe annuelle par le satellite Hipparcos, l'étoile est située à ∼ 80,5 a.l. (∼ 24,7 pc) de la Terre. Elle se rapproche du Système solaire à une vitesse radiale de −12 km/s.

## Nomenclature et histoire

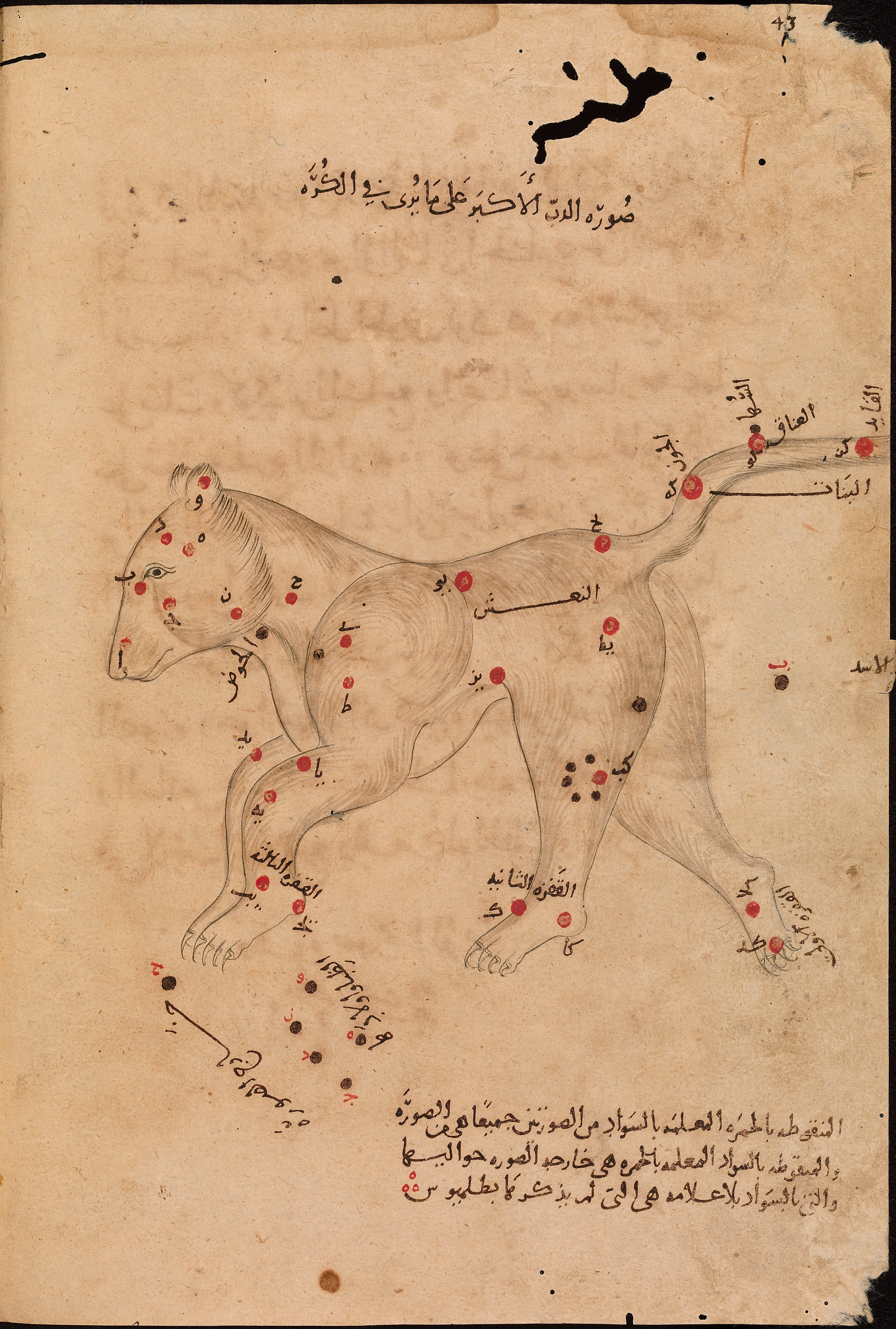
الدبّ الأكبر al-Dubb al-Akbar, « la Grande Ourse » dans une édition du traité de ᶜAbd al-Raḥmān al-Ṣūfī XIe s.

Megrez (Mégrez en français[réf. nécessaire]) est le nom de l'étoile à présent approuvé par l’Union astronomique internationale (UAI). Il vient de l’arabe مغرز الدبّ الأكبر Maġriz al-Dubb al-Akbar, « la Racine de la queue du Grand Ours », qui s’inscrit tardivement dans le cadre de la représentation grecque reprise par astronomes arabes au IXe siècle. Dans sa traduction du زيجِ سلطانی Zīğ-i Sulṭānī ou « Tables sultaniennes » d’Uluġ Bēg (1437), Thomas Hyde donne en 1665 la transcription ‘Meg’rez AlDub AlAcber’. En passant par l’intermédiaire du philologue Friedrich Wilhelm Lach (1796) qui donne ‘magrez el-dub el achbar’, Johann Elert Bode s’en saisit une première fois sous la forme simplifiée Megrez. Immédiatement après, le palermitain Giuseppe Piazzi (1814) retourne à directement à Thomas Hyde pour donner lui aussi la même forme. C’est cette forme qui va passer au XIXe siècle dans les catalogues.

## Description
Mégrez est une étoile blanche de la séquence principale de type spectral A2Vn. Elle possède deux faibles compagnes, Delta Ursae Majoris B de 10e magnitude et distante de 181,9 secondes d'arc, et Delta Ursae Majoris C de 12e magnitude et distante de 174,8 secondes d'arc, le tout en date de 2020. Ce sont des compagnons purement optiques, dont la proximité apparente avec Mégrez est une coïncidence.
Elle est membre du courant d'étoiles de la Grande Ourse.